# Altagnana
Altagnana è una frazione del comune di Massa, in provincia di Massa-Carrara sulle Alpi Apuane.
Altagnana è situata a 314 m s.l.m. La sua popolazione è di circa 400 abitanti. Si raggiunge percorrendo la strada provinciale che dal centro di Massa arriva fino alla galleria del Monte Pelato, presso il passo del Vestito, al confine con la provincia di Lucca.
Altagnana è conosciuta e rinomata per la Sagra della Panzanella che si svolge nell'ultima settimana del mese di luglio.

## Storia e tradizioni[1]
Datazione: sec. XIII (1271) - XV
Di origine medievale, nel secolo XIII Altagnana è un piccolo borgo murato noto come Berticagnana e formato da poche costruzioni addossate una all'altra, attorno ad una piazzetta centrale. L'antico abitato era formato da poche case attorno ad una piazzetta, “collegato a Pariana e Antona dalla via pubblica e attraversato dalla via vicinale, era chiuso dalla porta di Berticagnana nel solo lato accessibile; per il resto era protetto dai fianchi scoscesi del poggio su cui sorgeva, mentre le case più esterne, addossate le une alle altre, venivano a costituire una sorta di muraglia”.
Adagiato su un crinale nella vallata sinistra del Frigido, continua ad accrescersi favorito da una posizione nodale punto di scambio e di contatto tra la viabilità che risaliva dalla pianura massese costiera e quella che risaliva dal fondovalle più interno, collegando i paesi di San Carlo, Pariana, Antona, Canevara.
Annoverato tra i castelli del territorio massese, ancora oggi conserva tracce del suo storico passato nella conformazione urbanistica e nella presenza di alcune strutture di origine medievale, come la Porta di Berticagnana, innalzata nel secolo XIV a difesa del lato sud-est dell'insediamento.
Altagnana era un abitato rurale che viveva di una economia agricola, silvo-pastorale, che rivestiva comunque un importante ruolo territoriale comprovato dall'esistenza di numerose opere di fortificazioni semplici (palizzate in legname e fossati) poste a difesa delle colture e dei nuclei esterni al borgo.
Tracce di una economia agricola si ritrovano ancor oggi all'interno del paese dove si possono osservare i resti di un frantoio a vite, numerosi forni e un telaio a mano e diversi sottopassi loggiati in cui si svolgevano le più svariate attività, da quelle artigianali a quelle legate alle lavorazioni agricole.
Ben più ricco di vita e di attività, il paese è stato sino agli Anni Cinquanta densamente abitato ed attivo. Si contavano sette forni per il pane, ma anche i frantoi erano diversi.
Altra tradizione paesana era la preparazione del lardo, comune alimento prodotto e consumato in tutta la Vallata del Frigido sin dai tempi più remoti.
Ad Altagnana si è oggi persa questa tradizione, ma restano a testimonianza diverse conche da lardo in marmo, riutilizzate in svariati modi.
Lungo i vicoli stretti si possono osservare numerose marginette in marmo, testimonianza della fede popolare e di un mondo legato ai ritmi semplici della natura.

## Monumento al Partigiano

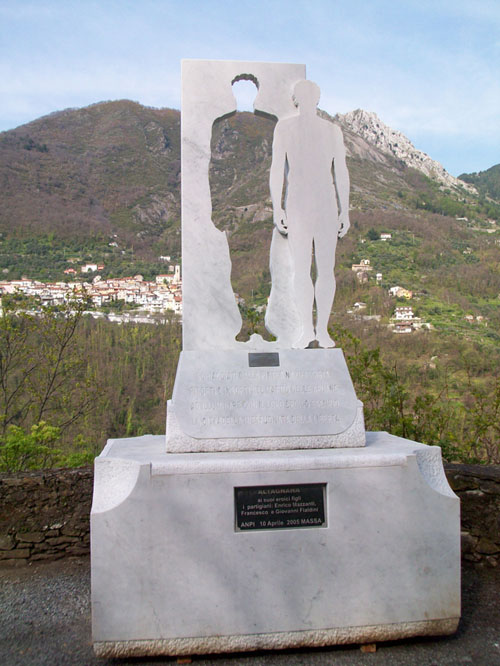
Il Monumento al Partigiano 10 aprile 2005.

Nella piazzetta che si incontra lungo la via provinciale si trova il monumento al Partigiano, realizzato nel 2005 dallo scultore Brunello Pucci. Il monumento rappresenta una figura umana che si stacca da una parete di marmo bianco, quasi fosse passato da una porta della stessa forma della figura. È dedicato a tutti i partigiani di questa frazione massese, ma in particolare ai gemelli Fialdini, uccisi nella Strage del Turchino.
Questo l'epitaffio:
"Schiacciati dalla pietra nazifascista risorti e insorti nel marmo delle Apuane ad illuminare con il loro eroico esempio la cittadella inespugnata della libertà Altagnana ai suoi eroici figli i partigiani: Enrico Mazzanti Francesco e Giovanni Fialdini - 10 aprile 2005".
Il monumento è stato voluto e curato da Anpi Massa, Provincia di Massa-Carrara, Regione Toscana, Fondazione Cassa di Risparmio di Carrara e Comune di Massa.
Dalla stessa piazzetta, detta in gergo berticagnanese "la selvetta", nel 1944 era posizionata una batteria di artiglieria tedesca che cannoneggiava le posizioni montane presidiate dai partigiani, soprattutto dell'altro versante ed in particolare quelli nascosti nel paese di Casette.
Fino al 2005 il paese di Altagnana era circondato da una lussureggiante vegetazione, in particolare da boschi di castagni. La sera del 10 aprile, prima che finisse la cerimonia di inaugurazione del monumento al Partigiano, una tromba d'aria si è abbattuta sul paese, che nel giro di una sola notte ha visto abbattuto il 70% degli alberi che lo circondavano.
Uno dei paesani, riprendendo la forma del monumento, lo ha soprannominato la "porta dei venti": infatti nella storia del paese mai era accaduto un fortunale di quelle proporzioni. Col tempo gli alberi sono rinati e il bosco è ritornato.

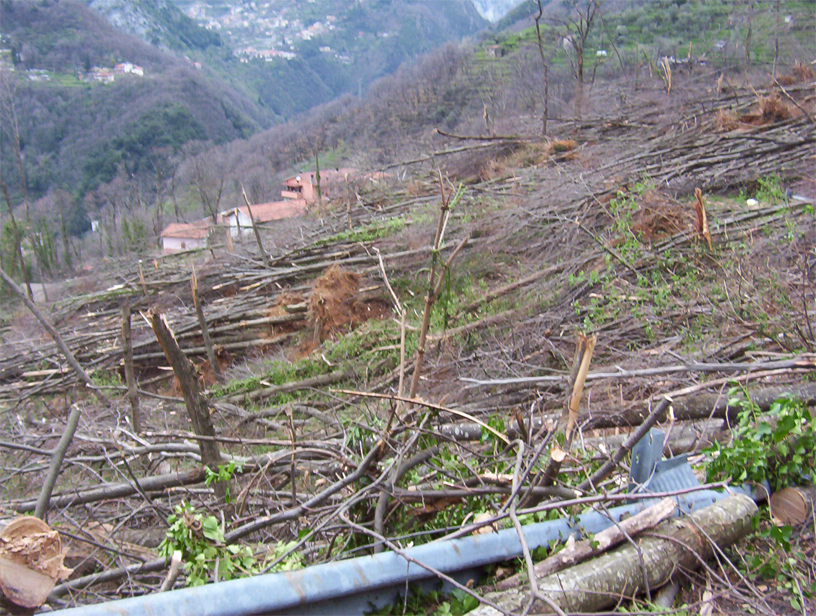
La via dei Carri sommersa dai castagni abbattuti dalla tromba d'aria del 10 aprile 2005.